# Фаворитен
| X бечки округ                    | X бечки округ                         |
| Грб                              | Карта                                 |
| -------------------------------- | ------------------------------------- |
|                                  |                                       |
| Име                              | Фаворитен                             |
| Површина                         | 31,8 km²                              |
| Становништво                     | 163.173 (попис 2001)                  |
| Густина становништва             | 4.671 становника по km²               |
| Поштански број                   | A-1100                                |
| Веб страна                       | www.wien.gv.at/favoriten              |
| Имејл-адреса                     | post@b10.magwien.gv.at                |
| Политика                         |                                       |
| Начелник округа                  | Хермине Мозпојинтнер (SPÖ)            |
| Заступништво округа (60 мандата) | 4, SPÖ 25, зелени 4 24, NEOS 2, GFW 1 |

Фаворитен је десети округ града Беча.